# منتخب إنجلترا تحت 21 سنة لكرة القدم
منتخب إنجلترا تحت 21 سنة لكرة القدم هو الممثل الرسمي لإنجلترا في بطولات كرة القدم تحت 21 سنة. يشارك الفريق في بطولة أوروبا تحت 21 لكرة القدم التي تقام كل عامين.